# ميغا موستيكا (مغنية)
ميغا موستيكا (بالإندونيسية: Mega Mustika)‏ هي مغنية وممثلة إندونيسية وسيدة أعمال من مواليد 23 يونيو 1973.